# Mikael Bedros III Kasparian
Mikael Bedros II Kasparian, in italiano Michele Pietro III (... – Bzoummar, 10 novembre 1780), è stato arcieparca di Aleppo e terzo patriarca della Chiesa armeno-cattolica.
Eletto patriarca alla morte del suo predecessore Hagop Bedros II Hovsepian, fu confermato dalla Santa Sede e ricevette il pallio il 25 luglio 1754. Durante il suo patriarcato fu costruita la chiesa del convento di Bzoummar, sede patriarcale.

## Successione apostolica
La successione apostolica è:
- Vescovo Paul Leonian (1755)
- Vescovo Jean de Smyrne (1755)
- Arcivescovo Jean Tasbasian (1768)
- Vescovo Joseph Balithian (1772)
- Vescovo Pierre Eliazarian, O.S.Antoine (1755)